# Учебно-научный институт истории и социогуманитарных дисциплин имени А. М. Лазаревского
Учебно-научный институт истории, этнологии и правоведения имени А. М. Лазаревского — подразделение национального университета «Черниговский коллегиум» имени Т. Г. Шевченко (бывший Черниговский национальный педагогический университет имени Т. Г. Шевченко).

## История
Учебно-научный институт истории, этнологии и правоведения имени А. М. Лазаревского берёт начало от Черниговского коллегиума, открытого в 1700 году известным церковным деятелем И. Максимовичем при поддержке гетмана Ивана Мазепы. Богатой исследовательской и образовательной деятельности на территории Черниговщины положило начало жизнь и деятельность ведущих ученых прошлого: Л. Барановича, И. Галятовского, А. Шафонского, Н. Маркевича, А. Лазаревского, В. Модзалевского, Д. Дорошенко.
В 1916 году был основан Черниговский учительский институт. Его название, статус и структура впоследствии неоднократно менялись. В его стенах учили специалистов-историков. Основы высшей историко-педагогического образования в Чернигове связано с именами известных ученых: П. Федоренко, В. Дубровского, С. Барана-Бутовича, П. Смоличева, Б.Шевелёва, В. Щербакова, которые в 30-х годах XX века стали жертвами политических репрессий.
Среди выпускников того времени — доктора исторических наук, профессоры, заведующие отделов Института истории АН УССР В. Дядиченко и Ф. Лось, доктор исторических наук, профессор Московского университета Н. Пикус, академик АН СССР А. Нарочницкий.
Институт выстоял в военное время, но в 1949 году его закрыли, а преподавателей и студентов перевели в другие вузы Украины. Исторический факультет возобновил свою деятельность только в 1972 году. С того времени его структура значительно изменилась, более 120 выпускников исторического факультета защитили кандидатские и докторские диссертации.
В сентябре 2009 году исторический факультет был реорганизован в Институт истории, этнологии и правоведения имени А. М. Лазаревского, как свидетельство признания его достижений в образовательной и научной деятельности.
Сегодня на стационарном и заочном отделениях обучается около 1000 студентов.

## Структура

### Кафедра истории Украины.

#### История
Основана после начала 1990 года, в сентябре или октябре.

### Кафедра всемирной истории.

#### История
Известно что уже в 1987 году заведующим кафедрой был д.и.н профессор Дятлов Владимир исполнял обязаности до 1995 года. С 1995 года заведующий профессор Ячменихин

#### Известные преподаватели
- Дятлов Владимир: специалист по Германии работа: Реформационное движение в городах Саксонии и Тюрингии
- Ячменихин специалист по истории Северной Руси

- Кафедра археологии, этнологии и краеведческо-туристической работы.
- Кафедра правовых дисциплин.
- Кафедра педагогики и методики преподавания истории и общественных дисциплин.[3]

## Известные студенты
- Дядиченко, Вадим Архипович  — исседователь генезиса права, доктор исторических наук, профессор
- Лось Федр Евдокимович — д.и.н, профессор
- Романова, Наталья Андреевна — председатель Черниговского областного совета
- Пикус, Николай Николаевич — советский антиковед, д.и.н, профессор
- Нарочницкий, Алексей Леонтьевич — советский историй, д.и.н, профессор

## Известные преподаватели
- Дятлов Владимир Александрович — д.и.н, профессор в области истории реформации в Германии
- Ячменихин Константин Михайлович д.и.н профессор в области истории Северной Руси